# Faruk Bayar
Faruk Bayar (* 11. Oktober 1981 in Eskişehir) ist ein türkischer Fußballspieler.

## Karriere

### Verein
Bayar begann seine Karriere in seinem Heimatverein Eskişehirspor. 1999 wurde er das erste Mal in die Profimannschaft berufen und etablierte sich innerhalb von drei Jahren als Stammspieler im defensiven linken Mittelfeld. In der Saison 2001/02 kam der Wechsel in die Süper Lig zu İstanbulspor. Hier spielte er drei Jahre lang und wurde in dieser Zeit in die Türkische Fußballnationalmannschaft berufen. 
Nachdem Istanbulspor 2005 in die 2. Liga abstieg, wechselte Bayar für zwei Spielzeiten zu Gaziantepspor. 2007 nahm Bayar erneut ein Engagement in Istanbul an, dieses Mal war sein Arbeitgeber der Aufsteiger Kasımpaşa Istanbul. 
Mit Kasımpaşa konnte sich Bayar jedoch nicht in der Süper Lig halten und musste am Ende der Saison absteigen. Er blieb der ersten türkischen Spielklasse trotzdem erhalten, indem er im Sommer 2008 von Sivasspor verpflichtet wurde.
Zur Rückrunde der Spielzeit wechselte Bayar zum Zweitligisten Mersin İdman Yurdu. Mit dieser Mannschaft erreichte er bis zum Saisonende die Meisterschaft der TFF 1. Lig und damit den direkten Aufstieg in die Süper Lig. Nach Saisonabschluss wurde sein ausgelaufener Vertrag nicht mehr verlängert.
Nachdem Bayar eine halbe Spielzeit ohne Verein blieb, einigte er sich zur Rückrunde der Spielzeit 2012/13 mit dem Zweitligisten TKİ Tavşanlı Linyitspor. Zur Winterpause der Spielzeit 2012/13 löste er seinen Vertrag auf und verließ Linyitspor.
Nachdem Bayar die Rückrunde der Spielzeit 2012/13 vereinslos geblieben war, unterschrieb er im Sommer 2013 mit einem Zweitligisten Orduspor einen Zweijahresvertrag. Bereits zur nächsten Winterpause verließ er diesen Klub nach gegenseitigem Einvernehmen.

### Nationalmannschaft
Während seiner Zeit bei Istanbulspor wurde er für die Türkische U-21-Nationalmannschaft und die erste Auswahl der Türkische Fußballnationalmannschaft berufen und absolvierte für beide Mannschaften jeweils eine Begegnung. Für die Erste Auswahl gab er in einem Freundschaftsspiel gegen Dänemark sein Länderspieldebüt. 
Darüber hinaus wurde er im April 2000 einmal für die türkische U-19-Nationalmannschaft, blieb aber bei diesem einen Male ohne Einsatz.

## Erfolg
Mit Sivasspor
- Vizemeister der Süper Lig: 2008/09

Mit Mersin İdman Yurdu
- Meisterschaft der TFF 1. Lig: 2010/11
- Aufstieg in die Süper Lig: 2010/11